# Look to the Rainbow
Look to the Rainbow från 1966 är ett musikalbum med Astrud Gilberto.

## Låtlista
1. Berimbou (Baden Powell/Ray Gilbert/Vinícius de Moraes) – 2:31
2. Once Upon a Summertime (Michel Legrand/Eddie Barclay/Eddy Marnay/Johnny Mercer) – 2:30
3. Felicidade (Antônio Carlos Jobim) – 2:41
4. I Will Wait for You (Michel Legrand/Norman Gimbel) – 4:42
5. Frevo (Antônio Carlos Jobim) – 2:20
6. Maria Quiet (Maria Moite) – 1:50
7. Look to the Rainbow (Burton Lane/Yip Harburg) – 3:20
8. Bim Bom (João Gilberto) – 1:50
9. Lugar bonita (Carlos Lyra/Norman Gimbel) – 3:15
10. El preciso aprender a ser (Marcos Valle/Ray Gilbert) – 3:15
11. She's a Carioca (Antônio Carlos Jobim) – 2:22

## Arrangemang
- Gil Evans – spår 1–8, 11
- Al Cohn – spår 9, 10